# Athanás Tsákalov
Athanás Tsákalov (Giannina, 1790 – Mosca, 1851) è stato un rivoluzionario greco.
È uno dei tre principali apostoli della Filikí Etería.

## Biografia
Nel 1809 fondò a Parigi l'Ellinóglosso Xenodochío (greco moderno : Ελληνόγλωσσο Ξενοδοχείο, « l’hôtel di lingua greca »), un'organizzazione segreta per preparare i Greci alla lotta contro gli occupanti ottomani. È un importante ideologo e metodologo della neonata organizzazione segreta Filiki Eteria, responsabile del reclutamento di nuovi membri.
Rappresentò come delegato la regione dell'Epiro all'Assemblea greca di Argo nel 1822 durante la Guerra d'indipendenza greca.
Nel 1832, deluso dalla rivoluzione e dai suoi risultati, lasciò la Grecia ricostruita e andò a Mosca, dove trascorse il resto della sua vita.